# Point Reyes Station
Point Reyes Station es un lugar designado por el censo en el condado de Marin en el estado estadounidense de California. En el año 2000 tenía una población de 818 habitantes y una densidad poblacional de 86.9 personas por km².

## Geografía
Point Reyes Station se encuentra ubicado en las coordenadas 38°04′09″N 122°48′25″O / 38.06917, -122.80694. Según la Oficina del Censo, la ciudad tiene un área total de 9,4 km² (3,6 mi²), de la cual 9,4 km² (3,6 mi²) es tierra y 0 km² (0 mi²) (0%) es agua.

## Demografía
Según la Oficina del Censo en 2000 los ingresos medios por hogar en la localidad eran de $57,292, y los ingresos medios por familia eran $69,821. Los hombres tenían unos ingresos medios de $41,181 frente a los $38,269 para las mujeres. La renta per cápita para la localidad era de $39,339. Alrededor del 6.6% de la población estaban por debajo del umbral de pobreza.